# Cnephasitis
Cnephasitis es un genénero de polillas de la familia Tortricidae.

## Especies
- Cnephasitis apodicta  Diakonoff, 1974
- Cnephasitis dryadarcha  Meyrick, 1912
- Cnephasitis meyi Razowski, 2008
- Cnephasitis sapana Razowski, 2008
- Cnephasitis spinata  Liu & Bai, 1986
- Cnephasitis vietnamensis Razowski, 2008